# 烏魯魯-卡塔丘塔國家公園
烏魯魯－卡塔丘塔國家公園（英語：Uluṟu-Kata Tjuṯa National Park）是位于澳大利亚北领地的南部的一個國家公園，在1981年被列入世界自然遺產。烏魯魯－卡塔丘塔國家公園內最著名的地標是烏魯魯和卡塔丘塔。乌鲁鲁位于离它最近的大镇爱丽丝泉南部的335公里处（208英里），连接两地的公路长450公里（280英里）。乌鲁鲁是阿南古人（该地区的澳大利亚原住民）的圣地。这片区域有丰富的泉水，水潭，岩石洞穴和岩画。

## 名称
当地皮詹賈賈拉人称此地标为乌鲁鲁（Uluṟu，原住民语发音：uluɻu）。这个词在他们的语言中没有特定的含义，但也被乌鲁鲁的部落长老用作当地的家族姓氏。
1873年7月19日，地质勘探家威廉·果斯发现了这个地标，并将其命名为艾尔斯岩，以纪念当时南澳布政司亨利·艾尔斯爵士。此后，虽然这两个名字都被使用，但艾尔斯岩这个名字更为大众所知。
1993年，政府通过了双重命名的政策，即传统的原住民名称和英文名称组成的官方名称。1993年12月15日，政府将其更名为“艾尔斯岩／乌鲁鲁”，此后，艾尔斯岩成为北领地第一个双名制的特色景点。2002年11月6日，根据爱丽丝泉地区旅游协会的要求，政府调整了双名制的顺序，将其命名为“乌鲁鲁／艾尔斯岩”。

## 描述
乌鲁鲁是澳大利亚最知名的自然地标之一。其沙岩地层高达348米（1,142英尺），高于海平面863米（2,831英尺），大部分在地下，总周长9.4公里（5.8英里）乌鲁鲁和附近的卡塔丘塔对阿南古人有重大的文化意义。艾爾斯巨石是世界上最大的獨塊岩體，高達348米，周長9.4公里。阿南古人作为该地区的原住民，会带领游客做徒步旅行，给游客介绍当地的动植物，丛林食物以及原住民神话。
乌鲁鲁有个非常著名的特色，即其表面的颜色会随着一天或一年的不同时间而改变，其中最引人注目的是黎明和日落时岩石表面会变成艳红色。虽然降雨在这片半干旱的地区极为罕见，但是在雨季，岩石表面会因为降雨变成银灰色。隨者太陽變化會出現深藍、灰色、粉紅、棕色等顏色。
卡塔丘塔，也叫奥尔加山或奥尔加斯，位于乌鲁鲁以西25公里（16英里）处。带有公路和停车场的特别观光区也已建成，让游客在黎明和黄昏都能欣赏到最美丽的景色。

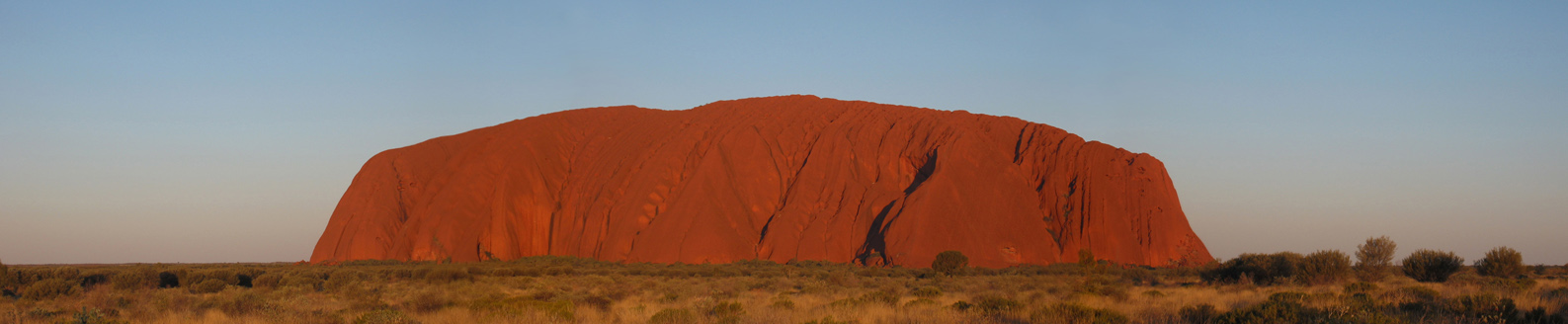
一张摄于日落时分的乌鲁鲁全景，岩石表层的红色在夕阳的怀抱中显得非常与众不同

## 地质情况

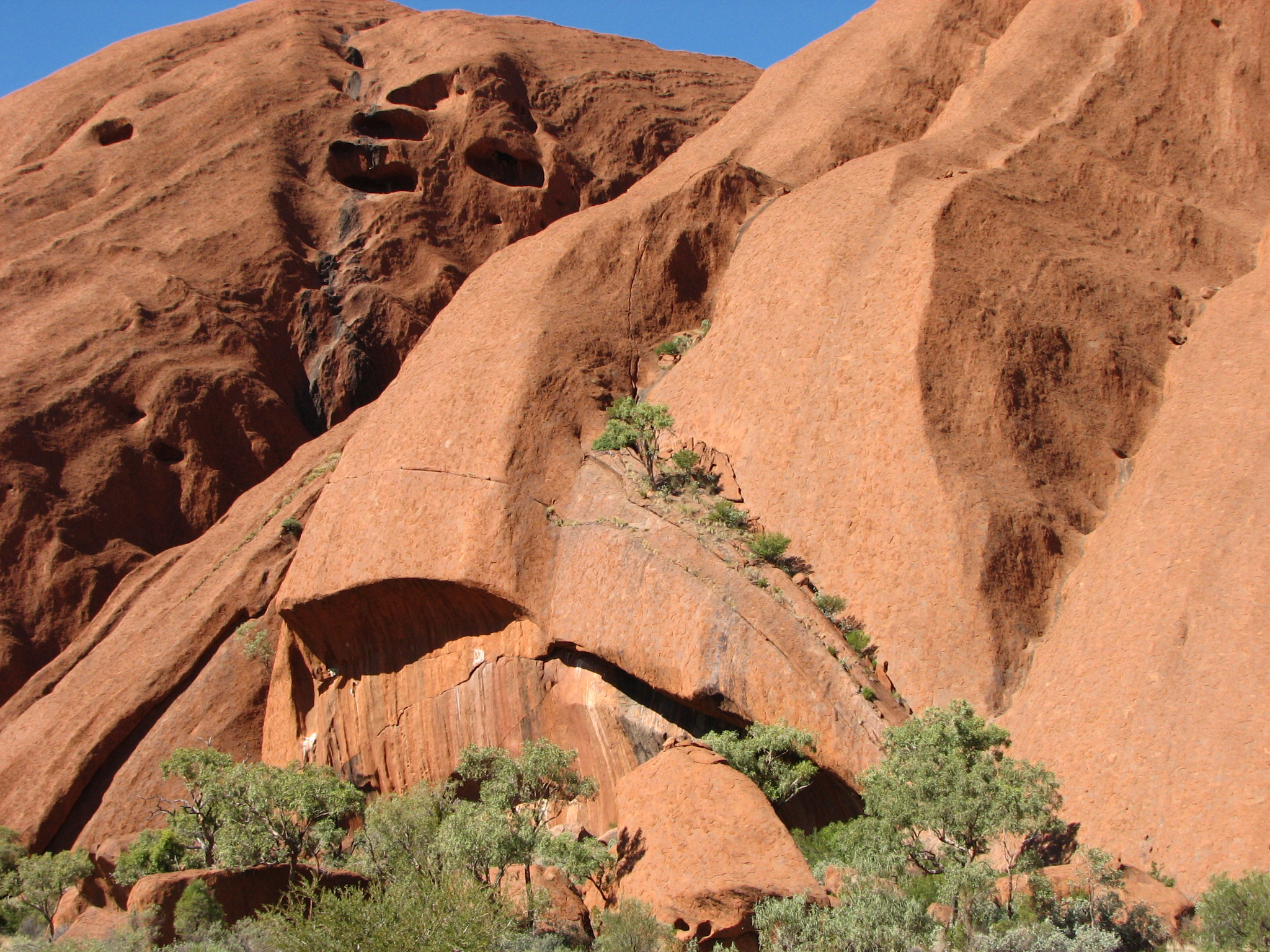
乌鲁鲁的岩层构成

乌鲁鲁是一座孤山，是一座原始山脉被缓慢侵蚀后留下的残余孤山。乌鲁鲁也常常被称为一个独块巨石，虽然这是一个有点含糊的名称，地质学家通常不会使用。乌鲁鲁的显著特征是其同质性以及其河床表面连接点和分界点的缺失，这导致卵石斜坡和土壤无法形成，在周围岩石被侵蚀的同时，这些特点使乌鲁鲁得以生存下来。为了描绘和说明该地区的地质历史，地质学家把组成乌鲁鲁的岩石层称之为穆提丘鲁长石，它是填充阿玛达斯盆地的沉积岩的其中一种。

### 构造
乌鲁鲁主要由纹理粗糙的长石砂岩所组成。这是一种以大块的长石和一些砾岩为特点的砂岩。平均的成份大约为50%的长石25%到35%的石英，以及最多高达25%的岩石碎块；大部分的长石都是钾长石，其只带有较小的如同次圆谷物状的斜长石，以及在钾长石中被高度蚀变的内含物。颗粒的直径约为2到4毫米，（0.079至0.16英寸，并且是从有角的到半棱角的；越好的砂岩是被分类的越好，排序是按照晶粒的尺的增大而减小。岩石碎块包括次圆形的玄武岩，总是被绿泥石和绿帘石在各种各样的程度上所替换。呈现出的矿物暗示了花岗岩的主要来源，类似于暴露于南部的马斯格雷夫块。当空气相对清新的时候，岩石呈灰色。但是当风化作用把含铁的矿物氧化之后，将会使岩石的外表层呈现出铁锈状的红褐色。泥沙沉积表现出交错层理和涟漪的特征，对其研究显示出，淤积物来自于宽阔的高能量浅水河道和大片水浸区，这些都是典型的冲积扇。

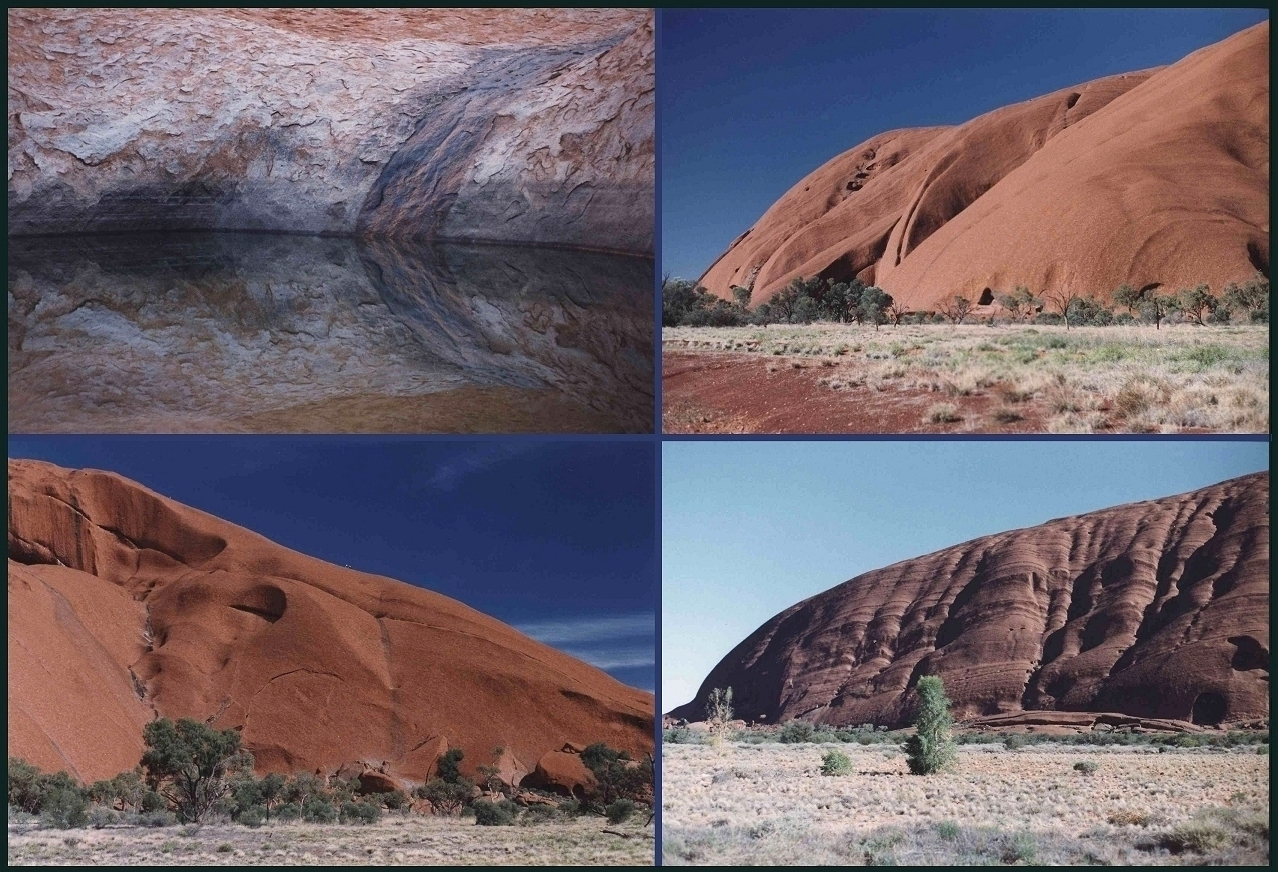
雨水在岩石表层顺着一条条黑藻流下，这些水流在乌鲁鲁底部形成了许多小水塘

### 年龄和起源
穆提丘鲁石砂岩与卡塔丘塔的砾岩存在年限大致相同，尽管它们的岩石类型不同，却有着相似的起源，但是与康奈山上朝向东侧的岩石相比，石砂岩更为幼小。乌鲁鲁的地层是纵向的，下降至西南方向85度角，其外露层至少有2400米（7900英尺）。地层低于周围的平原，远远延伸至乌鲁鲁下层面，而具体深度尚不可知。岩石起初是沙粒，沉积在一个广阔的冲积扇的部分区域，该冲积扇从马斯格雷夫岭，曼山和比德曼岭的原型延伸出，朝南面和西面舒展，由此与附近的另一冲积扇分离，而它所沉积的沙石和鹅卵石构成了现在的卡塔丘塔。

## 动植物
脊尾袋鼬是唯一被列为易受伤害的哺乳动物，其活动范围主要局限于过渡沙原区，这个狭窄的地带一直从乌鲁鲁附近延伸到国家公园的北部边界，直至艾尔斯岩石旅游胜地，它也是袋鼹鼠，兰氏盾蟒和大沙漠蜥蜴活动的地方。
国家公园的蝙蝠群至少有7个物种构成，它们日间栖息于乌鲁鲁和卡塔丘塔洞穴和岩石裂缝处。大部分蝙蝠捕食距离岩石表面100米左右的空中猎物。公园拥有一个享有高度保护意义的爬行动物区系，据可靠记录显示，它拥有73个物种。盛夏的雨水过后，4类蛙种活跃于乌鲁鲁和卡塔丘塔的底部。大沙漠蜥蜴亦被列为易受攻击动物。
阿南古居民继续在公园偏远区域和其他阿南古土地上狩猎，并收获动物物种。狩猎主要局限于红袋鼠，土耳其火鸡，鸸鹋和蜥蜴（比如沙地巨蜥和眼斑巨蜥）。
在国家公园中发现的27个哺乳动物物种中，6类是引进的：家鼠、骆驼、狐狸、猫、狗和兔子。这些物种遍布国家公园，但最密集的分布区在乌鲁鲁和卡塔丘塔水流丰富的径流区附近。
烏魯魯－卡塔丘塔國家公園植物群代表了在中部澳大利亚发现的绝大部分植物，许多被认为是稀有物种，它们仅存于公园中和邻近区域。该公园还有大量珍稀﹑地方特有的植物。
植物群的生长繁殖取决于不规律的降雨。一些植物能够在火中生存，一些则依赖于它来繁殖。植物是朱库尔帕重要的一部分，每一种主要的植物养料都有相应的庆祝仪式。许多植物还与祖先密切关联。
乌鲁鲁-卡塔丘塔国家公园的植物群可以分为以下几个类别：
- Punu——树木
- Puti——灌木
- Tjulpun-tjulpunpa——花
- Ukiri——草

穆加和中部红木等树木可以用来制造工具，比如矛尖，回飞镖和碗。红木的红色树液还可用作治疗咳嗽感冒的杀菌剂和吸入剂。
公园中有一些罕见，濒临灭绝的物种。像毒舌草一样，这些物种大部分局限于形成岩底部的潮湿领域，这些是游客密集的地区，易受侵蚀。
自第一批欧洲人来访后，已有34个外来的植物物种收入记载，占了整个公园植物群的6.4%。其中有一些，比如多年生的狼尾草（百福草），是被引进用以恢复受侵蚀以至损坏的区域。公园中最恶劣的杂草不断肆意蔓延，侵袭了水资源和养料丰富的排水线。另外的一些，如蒺藜草，则是偶然从车上和人身上带来的。

## 气候和五个季节
国家公园每年平均降雨量是307.7毫米（12.1英呎），夏季（12月～1月）平均最高温度是37.8度，冬季（6月～7月）平均最低温度是4.7度。据记载，夏季的温度极值是46度，而冬季是夜间的零下5度。绝大部分日子紫外线指数都极高，其平均值达到11～15。
当地原住民划分了五个季节：
1. Wanitjunkupai（4月/5月）——凉爽天气[5]
2. Wari（6月/7月）——寒冷季节带有晨雾
3. Piriyakutu（8月/9月/10月）——动物繁殖，植物开花
4. Mai Wiyaringkupai（11月/12月）——炎热季节，此时食物稀少
5. Itjanu（1月/2月/3月）——阵雨会突然袭来

## 神话、传说和原住民传统
根据阿南古人——乌鲁鲁的传统土地拥有者：

世界本是一个无特色的平凡之地。直到造物主的出现，才产生我们已知的地方，他们以人类，植物和动物的形式广泛地游走在大地上。然后在创造和毁灭的过程中，他们生成了今日的风景。这些被指为丘古里加或瓦帕里加的原始造物主的灵魂仍旧栖息在阿男姑土地上。

关于乌鲁鲁及其裂缝和缝隙起源的原始祖先故事，外来人给出了许多不同的版本。其中一种说法，取自于罗伯特莱顿1989年的《乌鲁鲁：艾尔斯岩的原住民历史》，他是这样描述的：

乌鲁鲁是在造物时期，由两个在雨天玩泥巴的男孩建立的。在结束游戏后，他们向南行走至外普塔...打闹中，他们来到了超越康奈山的桌子，在山的顶端，男孩的躯体作为砾石保存着。（第五页）

诺伯特布罗克曼1997年的《胜地百科全书》给出了另两种描述。第一种讲述了蛇精在乌鲁鲁周围发动了许多战争，从而在岩石上留下了疤痕。第二个故事讲了祖先神灵的两支部落被邀请参加一个盛宴，却被美丽的嗜睡蜥蜴女人分散，未能赴宴。由此，生气的宴会主办者对一泥雕塑念起咒语，使它变成了一只活野狗。之后双方展开了一场规模浩大的战役，最终以两个部落领袖的死亡结束。大地因流血而感悲痛，它的升起形成了今日的乌鲁鲁。
联邦环境署的网站上是这样形容的：

许多...朱库尔帕，比如Kalaya（鸸鹋），Liru（毒蛇），Lungkata（蓝舌蜥蜴），Luunpa（翠鸟）和Tjintir-tjintirpa（扇尾），在国家公园中穿走。另外的朱库尔帕只影响了一个特定的区域。
Kuniya（兰氏盾蟒）生活在乌鲁鲁的岩石中，在那里她与Liru（毒蛇）互相搏斗。

据称那些从形成岩带走岩石的人会被下咒语，从而遭受不幸。因此，拿走这些岩石的人们试着将它们寄回各种机构处，试图解除所谓的诅咒，这样的事例层出不穷。

## 历史

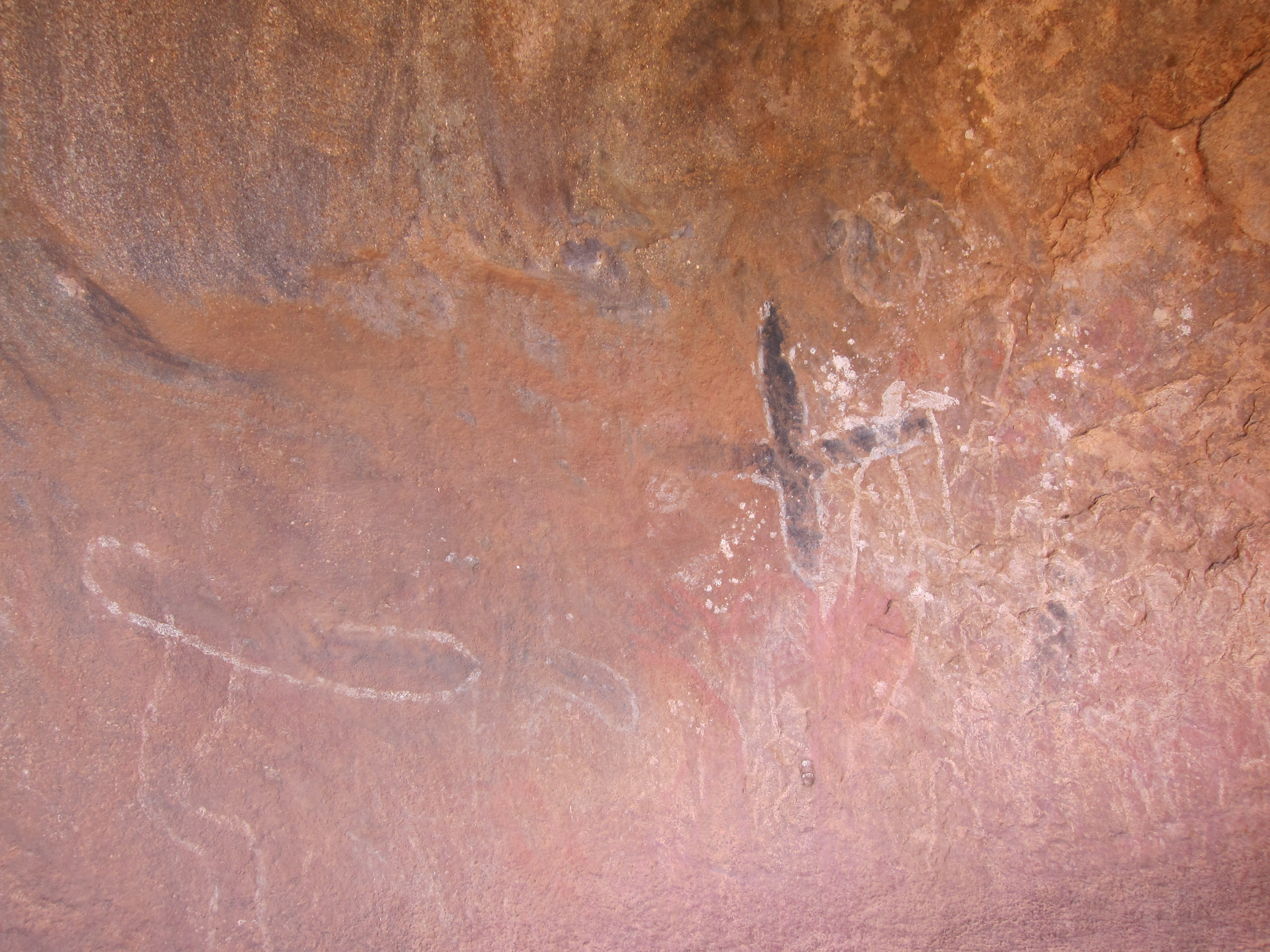
乌鲁鲁上的岩画

各处考古发现表明，人类早在1万年前就在这片土地上定居了。欧洲人在19世纪70年代来到了澳大利亚西部大沙漠。澳大利亚陆路电报线路的建设促成了他们的远征，1872年乌鲁鲁和卡塔丘塔首次被标记在了地图上。在各自的探险中，欧内斯特吉莱斯和威廉戈斯分别是这片土地的第一个欧洲探索者。
1872年，当贾尔斯勘测此地区时，他在国王峡谷附近的一个地点观测到了卡塔丘塔，并且命名其为奥尔加山。次年，果斯发现了乌鲁鲁，并命名其为艾尔斯岩，这是为了向南澳的秘书长亨利埃尔斯致敬。进一步的勘测也紧随其后的进行了，那是为了确定在此地区开展畜牧业的可能性。19世纪后期，牧民们试图在邻接西南或者佩特门保护区边安家，阿南古人和白人们之间的接触越来越频繁和暴力。由于受到放牧和干旱的影响，灌木丛中食物的储备量开始减少。为资源的争夺引起了这两个族群间的冲突，警察巡逻因此更为频繁。后来，在30年代的经济大萧条时期，阿男姑族人民开始卷入到澳洲野狗的转卖生意中，并且是那些“买狗者”给他们介绍欧洲的食物和生活方式。
1918年和1921年间，大多数的和南澳，西澳以及北领地的邻近地区都被宣布成为原住民保护地区，成为了那些几乎没有和欧洲移居者有任何接触的游牧人民的圣殿。1920年，依照原住民条令，澳洲政府将一部分的乌鲁鲁-卡塔就塔国家公园宣布成为原住民保护区（通常被成为西南或者佩特门保护区）
1963年，第一批旅客到达了乌鲁鲁地区。在40年代初期，欧洲永久殖民在此地区的原因是为了原住民的福利政策以及帮助促进乌鲁鲁的旅游业。这个发展中的旅游业促进了1948年第一条车辆轨道的修建，以及旅游巴士服务在接下来的十年初期开始运行了。1958年，那些将要成为乌鲁鲁的地区-卡塔区塔国家公园从佩特门保护区中脱离出来，它被归属于北领地保护区董事会管理，并且命名它为埃尔斯岩-奥尔加山国家公园。此地区第一位骑警是比尔哈尼，他是一位总所周知的澳洲中部人物。1959年之前，第一家汽车旅馆的租赁协定受到许可，艾迪康奈尔蓝在靠近乌鲁鲁的北边建造了一条飞机跑道。
1968年3月5日，一架三座的由菲利普雷兹驾驶的贝尔47G2型直升飞机失事于乌鲁鲁，距离堆石界标西南方向大约1英里（1.6公里）处。将其残骸是于3月28日由一架斯科斯奇S58型直升飞机吊起。

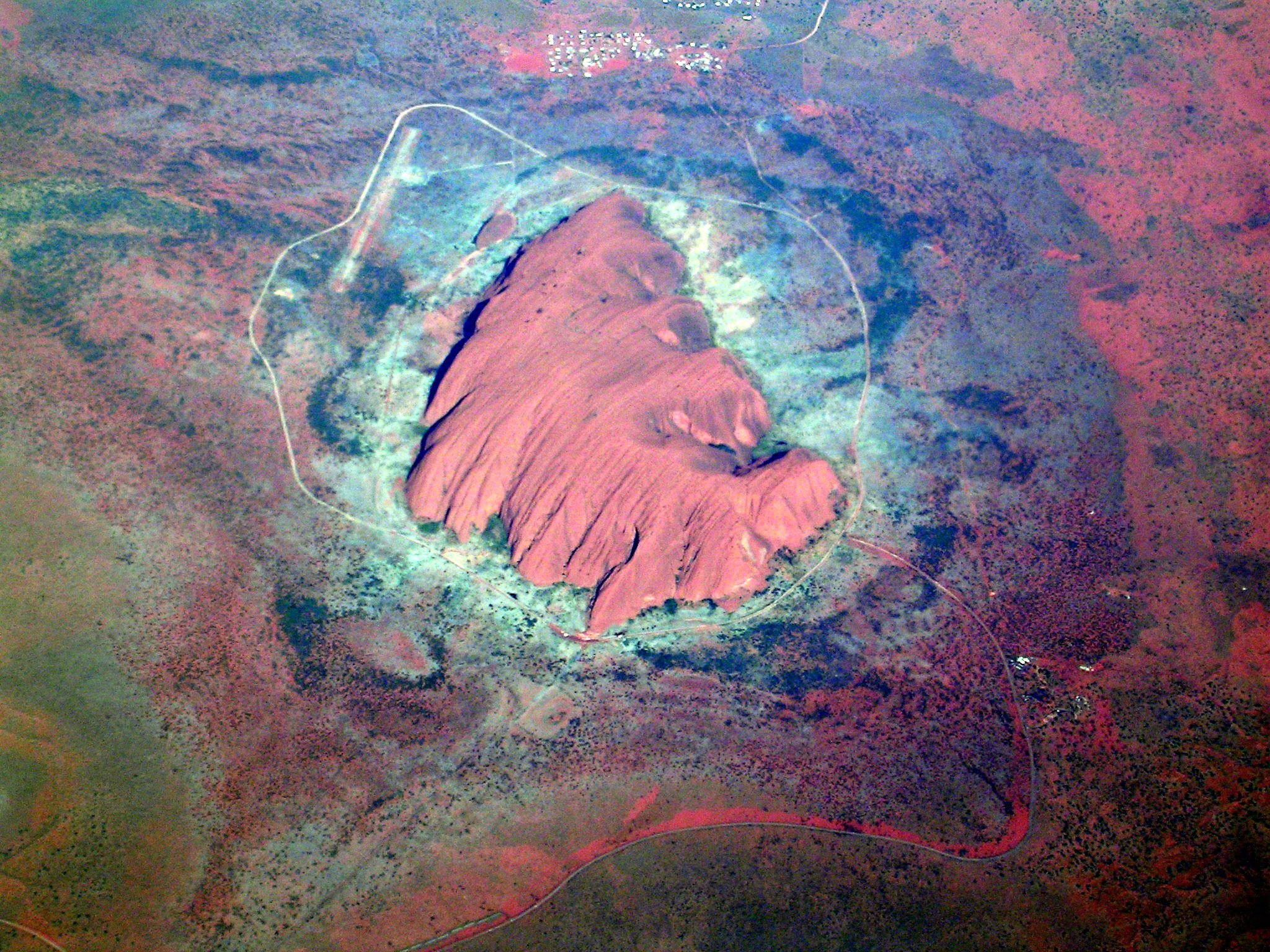
乌鲁鲁的鸟瞰图

1985年10月26日，澳大利亚政府把乌鲁鲁的所有权归还给当地的皮詹賈賈拉的原住民们，以阿南古将会租还给国家公园和野生动植物事务处为期99年，并且与其共同管理作为条件。这项协议最初是由当地社区和总理鲍勃霍克所制定的，其中游客禁止爬到乌鲁鲁顶端的规定被打破了。人口将近300人的原住民社区穆特区鲁，位于乌鲁鲁东端附近。从乌鲁鲁开始，沿着公路大约17公里（11华里）到达人口大约300，正好坐落于国家公园外的旅游小镇尤拉蜡。2010年10月26日，乌鲁鲁庆祝了第二十五个名称交接纪念日。
2009年10月8日，塔灵谷亚坤贾库瞭望区正式对公众开放。这个总价值澳币210万的项目内容是，在乌鲁鲁东面大约3公里（1.9英里）处，为此地区建造长约11公里（6.8英里）的公路，以及1.6公里（1英里）的步行山径。并且，由阿南古族的传统所有者参与其设计和施工管理。

## 旅游业

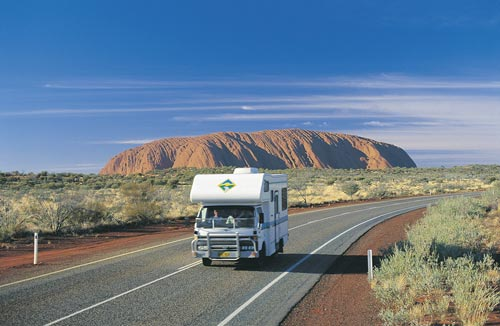
在拉赛特高速公路上行驶，这条高速公路连接乌鲁鲁和卡塔丘塔国家公园

从1950年代起，旅游业基础建设的发展是邻近乌鲁鲁盆地的，但是不久之后便造成了不利于环境的影响。在70年代早期，政府明确规定移除所有关于住宿的旅游设施，并且将它们重新安置在公园外。1975年，一片越过公园北边边界的，面积为104平方公里（40平方英里）和乌鲁鲁周边15公里（9英里）的保留用地被核准作为旅游设施发展和一个联合机场，名为尤拉蜡。公园内露营场地在1983年被封闭了。1984年晚期，汽车旅馆也被关闭了。与此同时，尤拉蜡度假村开放了。1992年，大部分归属于北领地政府关于尤拉蜡度假村的产权被出售了，并且更名为埃尔斯岩度假村。
由于公园被列入了世界遗产保护区，2000年之前，每年的游客访问量攀升超过40万人。不断发展的旅游业为当地和国家创造了经济效益。这也为平衡文化价值的保存和旅客需求带来了不断的挑战。

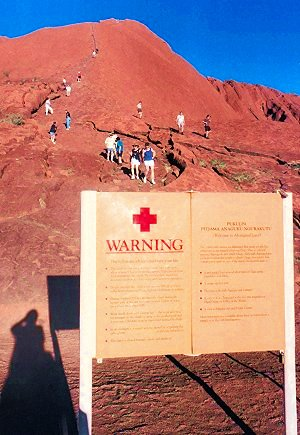
登山者和一个警告标志

### 门票费
公园的门票费是人均38澳元，并且提供一张为期三天的通行证。通行证不可转让，而且所有的通行证都由公园管理员进行检查。

### 攀爬须知

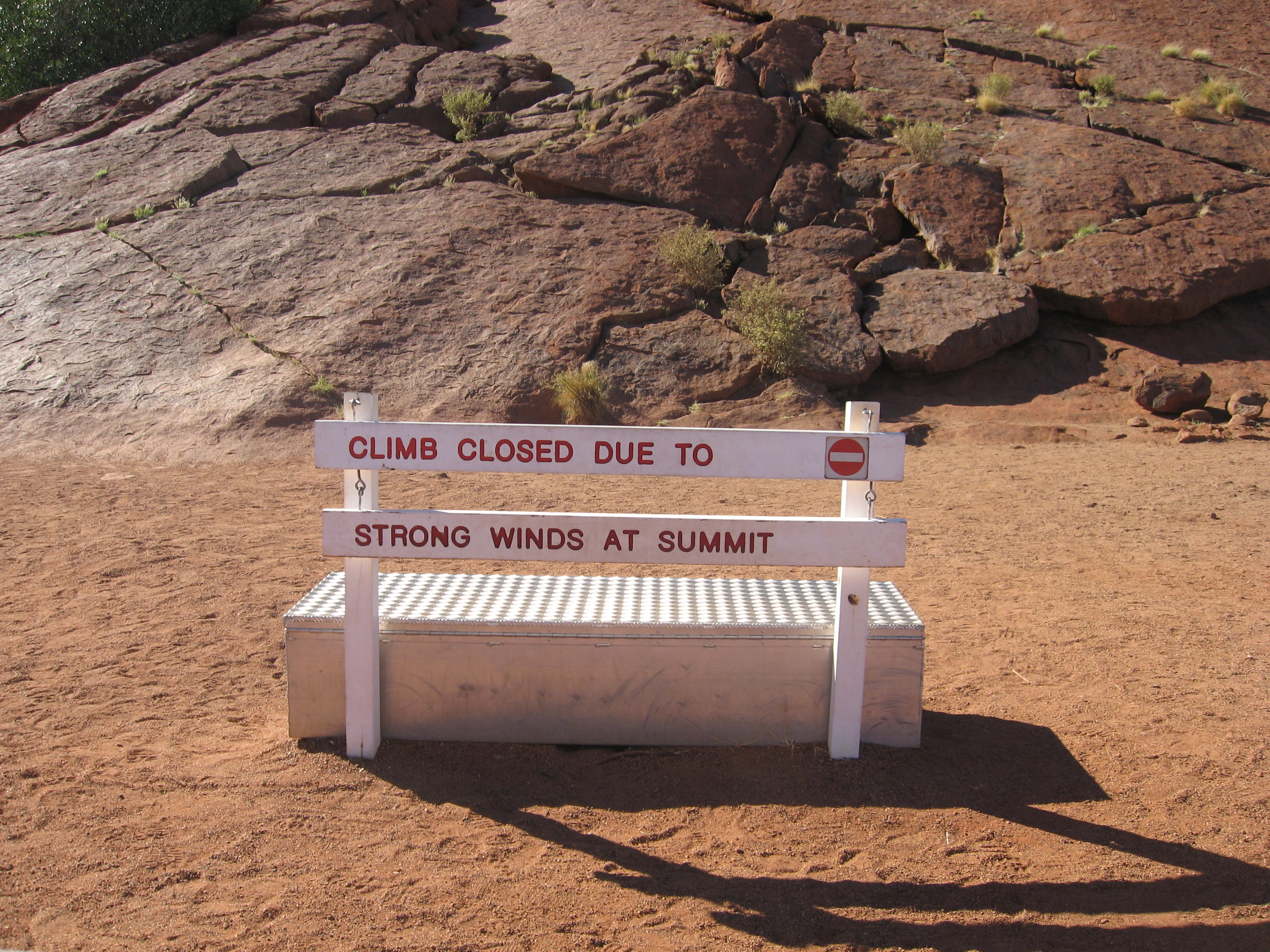
标志提醒游客攀爬已经关闭了

攀爬乌鲁鲁是一项受到游客欢迎的项目。1964年，一条连环的线索被加到了乌鲁鲁的攀爬线路上，1976年，这条连环的线索被延长，使得这个时长一小时的攀爬变得更加简单了。但是当风很大的时候，要想到达山顶，这仍然是一条很长的（平均每800米一小时）而且陡峭的徒步爬行路线。须知中建议游客在攀爬过程中喝大量的水；建议那些身体不健康的，患有眩晕或者由于身体状况而限制运动者都不要去尝试攀爬。当在山顶监测到有狂风的时候，乌鲁鲁攀爬通常都会被关闭。从有记录以来，已经有至少36人由于消遣娱乐的攀爬而丧命。並在2015年臺灣籍旅客楊成效，在參觀途中擅自脫隊，偏離原定路線，不慎被風吹落至岩石裂縫裡，造成身體多處骨折。
由于当地的阿南古族人伟大的精神信仰，他们是不攀爬乌鲁鲁的。他们也要求游客不要攀爬，部分地原因是攀爬的道路会经过一条传统的神灵“梦幻时光”轨道，也由于他们对游客安全的责任感。游客指南说：“攀爬虽然不被禁止，但是我们希望作为阿南古土地上的客人，选择尊重我们的法律和文化，你应该不去攀爬。”
1983年，12月11日，总理鲍勃霍克承诺把这片土地的头衔交还给阿南古传统的所有者，并且接受社区的十点计划，其中包括禁止攀爬乌鲁鲁。然而，当名称被正式交还给阿南古人之前，政府制定的关于乌鲁鲁攀爬权和一项99年的租约，取代了之前以50年租约作为交还条件的商定。
2009年，澳大利亚政府在被提议的“2009-2019年园林管理计划草案”中表示攀爬乌鲁鲁可能不再被允许。在此提案上交给环境部之前，民众们被邀请参与对此提案的评论。
2010年，出现了一些有争议的事件，包括在乌鲁鲁山顶脱衣舞表演，打高尔夫和建造裸体人像，而重新呼吁禁止攀爬。
2017年11月1日，當地管理委員會決定最快自2019年10月26日起，全面禁止攀登烏魯魯巨岩。代表澳洲中部原住民的澳洲中部土地委員會稱讚國家公園管理局正在「矯正歷史性的錯誤」。

### 拍照须知
由于一些传统的图客帕信仰，阿南古也要求旅客在乌鲁鲁的某些部分不能拍照。这些地方是关于两性相结合的宗教仪式的举办地点，而且是对于那些成问题的阿南古异性参与此宗教仪式的禁区。摄影禁令的意图是防止阿男姑族人在外界遭遇到被禁止地区的照片而导致他们非故意性的违反此禁忌。

### 引用
1. 1 2  . CAPAD 2012. Australian Government – Department of the Environment. 7 February 2014  [7 February 2014].
2. ↑  Issacs, Jennifer. . Sydney: Lansdowne Press. 1980: 40–41. ISBN 070181330X. OCLC 6578832.
3. ↑  . Australian Department of the Environment and Water Resources.   [7 October 2008]. （原始内容存档于2008-10-11）.
4. ↑  . NT.gov.au.   [7 October 2008]. （原始内容存档于2008年8月22日）.
5. 1 2 3 4 5   (PDF). Canberra: Australian Department of the Environment and Water Resources. October 2005  [3 April 2007]. ISBN 0642537874 请检查|isbn=值 (帮助). （原始内容存档 (PDF)于2008-10-30）.
6. ↑  蔡偉祺. . 中國時報. 2015-06-12  [2015-06-26]. （原始内容存档于2020-08-08） （中文（繁體））.
7. 1 2 3  Young, David N.; Duncan, N.; Camacho, A.; Ferenczi, P.A.; Madigan, T.L.A. (2002). Ayers Rock, Northern Territory, Map Sheet GS52-8 (second edition). 1:250 000 Geological Map Series Explanatory Notes, Northern Territory Geological Survey.
8. ↑  Sweet, I.P.; and I.H. Crick.  (Monograph). Canberra: Australian Geological Survey Organization.  [1992]. ISBN 0-644-25681-8.
9. 1 2  Commonwealth Department of Environment's Uluru webpage （页面存档备份，存于） Retrieved 15 April 2008.
10. 1 2  Layton, Robert.  2001 revised. Canberra: Aboriginal Studies Press. August 2001  [2011-10-26]. ISBN 0-85575-202-5. （原始内容存档于2021-02-05）.
11. ↑  Brockman, Norbert C. . Santa Barbara, California: ABC-Clio Inc. June 1997: 292–93. ISBN 0-19512-739-0.
12. ↑  . The Age. 7 March 2003  [3 April 2007]. （原始内容存档于2016-10-27）.
13. ↑  Marks, Kathy. . New Zealand Herald. 12 May 2008  [14 May 2008]. （原始内容存档于2020-08-14）.
14. ↑  . The Sydney Morning Herald. 6 March 1968: 1.
15. ↑  Latz, Philip. . Stokers Siding, NSW: Zytal Press. 2007. ISBN 978-0-9804451-0-7.
16. ↑  .   [2011-10-26]. （原始内容存档于2011-02-03）.
17. ↑  Tlozek, Eric. . ABC News. 8 October 2009  [8 October 2009]. （原始内容存档于2010-11-26）.
18. ↑  Hall, Lex. . The Australian. 8 October 2009  [8 October 2009]. （原始内容存档于2009-10-13）.
19. ↑  . Department of the Environment, Water, Heritage and the Arts.   [17 May 2010]. （原始内容存档于2010-05-27）.
20. ↑  . BBC. 2015-06-12  [2015-06-24]. （原始内容存档于2015-06-15） （英语）.
21. ↑  Toyne, Phillip; Vachon, Daniel. . Fitzroy, Victoria: McPhee Gribble. 1984: 137. ISBN 0-14-0076417. OCLC 12611425.
22. ↑  Uluṟu – Kata Tjuṯa Board of Management.  (PDF). Canberra: Department of the Environment, Water, Heritage and the Arts. 2009: 89  [2011-10-26]. （原始内容存档 (PDF)于2012-10-16）.
23. ↑  . Northern Territory News. 30 June 2010  [28 February 2011]. （原始内容存档于2012-08-29）.
24. ↑  Shears, Richard. . Daily Mail. 28 June 2010  [1 March 2011]. （原始内容存档于2011-02-09）.
25. ↑  . Uluṟu-Kata Tjuṯa National Park offical facebook page. 2019-10-01 （英语）.
26. ↑  . Australian Department of the Environment and Water Resources.   [3 April 2007]. （原始内容存档于2007年3月7日）.

### 书籍
- Breeden, Stanley. . Fortitude Valley, Queensland: Steve Parish Publishing. 1995. ISBN 0-947263-89-6. OCLC 34351662.
- Breeden, Stanley. . Roseville Chase, NSW: Simon & Schuster Australia. 2000 [1994]. ISBN 0-73180-359-0. OCLC 32470148.
- Hill, Barry. . St Leonards, NSW: Allen & Unwin. 1 November 1994. ISBN 1-86373-778-2. OCLC 33146858.
- Mountford, Charles P. . Adelaide: Rigby Publishing. 1977 [1965]. ISBN 0-7270-0215-5. OCLC 6844898.

## 外部連結
- 烏魯魯－卡塔丘塔國家公園官方網站 （页面存档备份，存于）／官方facebook專頁 （页面存档备份，存于）